# Шушунова, Лариса Сергеевна
Лариса Сергеевна Шушунова (род. 26 сентября 1972, Ленинград) — поэт, прозаик, эссеист, историк, литературный критик, переводчик с английского. Стихи и статьи публиковались в журналах «Звезда», «Нева», «Арион», на литературно-художественных порталах «Folio Verso» (под псевдонимом «Когито Эрго-Сум») и «Inter Аrma». Член Союза писателей Санкт-Петербурга с 2009 года. Лауреат премии журнала «Звезда» за 2016 год в поэтической номинации.

## Биография
Пишет стихи и прозу с детства. Двоюродная сестра гимнастки Елены Шушуновой. В детстве занималась дзюдо у Анатолия Рахлина. После окончания школы училась на филологическом факультете СПбГУ, на режиссёрских курсах при Институте кино и телевидения, на историческом факультете СПбГУ. С 1995 года посещала литобъединение Алексея Машевского, занималась в ЛИТО Александра Кушнера и Галины Гампер. Первая публикация стихов состоялась в 1996 году — в сборнике «Натуральное хозяйство» под редакцией Машевского. В 1999 году была опубликована первая подборка стихов в журнале «Звезда». С тех пор неоднократно публиковалась на страницах журналов в качестве автора стихов, философской эссеистики, литературной критики. В 2007 году вышла первая книга стихов — «Радиоприёмник» (с предисловием Василия Русакова), в 2009 вышли две книги («В поисках лирического повода» и «Новый поворот») под одной обложкой и с общим предисловием А. Кушнера. В 2009 году вступила в Союз писателей Санкт-Петербурга.
В 2022 году подписала письмо в поддержку российского военного вторжения на Украину.

## Критика и особенности творчества
Для стихов характерно сочетание разговорной и одической интонации, лирического и эпического начала, низовой лексики и поэтизмов. Одна из основных тем, которые находят отражение и в стихах, и в эссеистике — противоречивое отношение к наследию СССР, выражающееся то в ностальгии, то в противоборстве с ним, акмеистическая «тоска по мировой культуре», но с акцентом не на античность, а на скандинавскую и славянскую тематику. Особое место занимает в стихах Ларисы Шушуновой образ родного города, «страшный город — Петербург, но не Растрелли и Росси, а „спальный район“, Ржевка, Муринский ручей…» (из предисловия Александра Кушнера). Алексей Ахматов также подмечает в качестве характерной детали «конкретное описание предметного мира и „просвечивающую“ сквозь них метафизическую подкладку». Помимо стихов, Лариса Шушунова пишет философскую эссеистику, политическую аналитику и прозу в жанре «славяно-варяжское фентези».

## Книги
- Радиприёмник. 2007, СПб: Реноме
- В поисках лирического повода. Новый поворот. 2009, СПб: Реноме
- Волчий фьорд (роман). 2016, СПб: Издательство «Сидорович»